# I'll Kill Her
Singles de Soko
I Thought I Was an Alien
(2011)
I'll Kill Her est une chanson de l'auteure-compositrice-interprète Soko. Associé à une vidéo et diffusé en 2007 sur MySpace, le titre a rendu la chanteuse célèbre. I'll Kill Her a atteint la position 2 du Track Top-40 au Danemark et la position 3 de l'Ultratop 50 en Flandres (Belgique). La chanson a été incluse sur le premier EP de la chanteuse, Not Sokute.